# Mollisoldiapirismus
Der Mollisoldiapirismus (Mollisol = Auftauboden; διαπείρειν diapeirein = gr. für „durchdringen“), teilweise auch Kohlediapirismus genannt, ist ein Vorgang im bodennahen Untergrund, der durch länger wirkendes Gefrieren und anschließendes Auftauen von Wasser während der letzten Eiszeiten hervorgerufen wurde. Bekannt ist er vor allem aus mehreren Tagebauaufschlüssen in Sachsen, Sachsen-Anhalt und Thüringen. Hierbei bildet die Braunkohle diapir- bis domartige Aufwölbungen, die durch Wassersättigung der Kohle und anschließendem Aufstieg entstanden. Die Eigenschaften des Mollisoldiapirismus ähneln weitgehend jener der Halokinese, der Bewegung von Salz im Untergrund.

## Vorkommen und Forschungsgeschichte
Der Mollisoldiapirismus ist eine Erscheinung kryoturbat, das heißt durch Gefrier- und Auftauprozesse unter Einfluss kaltzeitlicher Bedingungen, entstandener Veränderungen im bodennahen Untergrund. Er tritt in Gebieten mit flächiger Verbreitung von Kohle auf, die einerseits in relativ geringer Tiefe unter der heutigen Oberfläche (rund 20 m) liegt, die aber auch andererseits von mehrfach wechselnden Sedimentauflasten überlagert ist. Vor allem in Sachsen und Sachsen-Anhalt aber auch in Thüringen sind diese Bedingungen teilweise gegeben. Ein großer Teil dieser Region war zudem in jüngerer geologischer Vergangenheit im Pleistozän mehrfach von Gletschern überdeckt. Erstmals beobachtet wurden derartige Bildungen im Untergrund hier Anfang des 20. Jahrhunderts in Braunkohletagebauaufschlüssen in der Leipziger Tieflandsbucht, vor allem im Weißelsterbecken, und im Geiseltal. Erste genauere Beschreibungen in Form meist vergenzloser statischer Kohleaufpressungen erfolgten in der Mitte der 1950er Jahre durch Otfried Wagenbreth anhand von Beobachtungen im Tagebau Profen bei Zeitz im heutigen Sachsen-Anhalt. Eine umfassende Erklärung zur Entstehung dieser Aufpressungen konnte 1978 von Lothar Eißmann erbracht werden.

## Vorgang

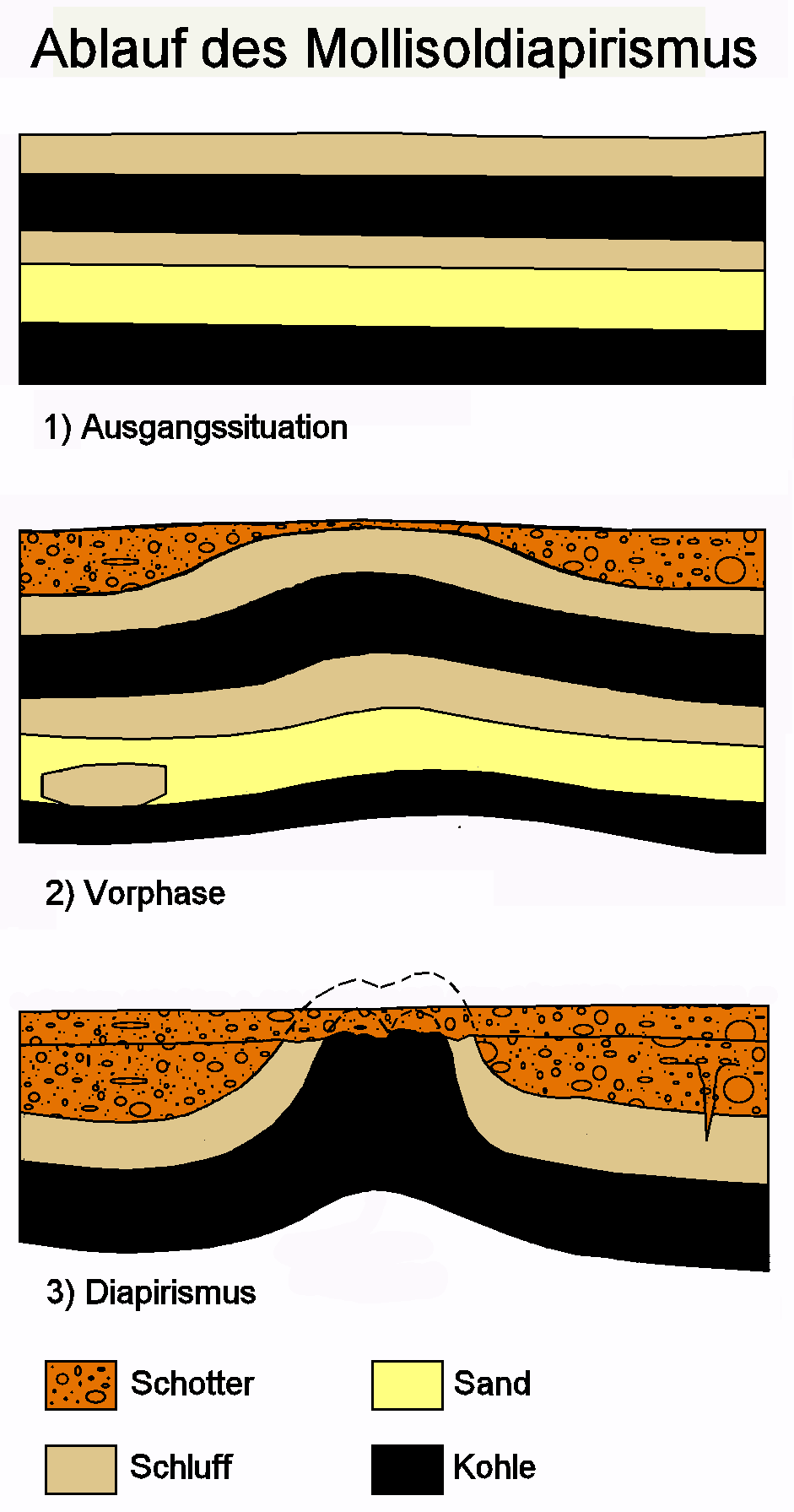
Schematische Darstellung des Ablaufes des Mollisoldiapirismus

Unter normalen Umständen besitzt Braunkohle, die vor allem in den Lagerstätten in Mitteldeutschland ansteht, eine spezifische Dichte von 1,15 g/cm³. Diese ist damit geringfügig leichter als bei klastischen Sedimenten wie Kies, Sand, Schluff oder Ton, wo sie zwischen 1,8 und 2,1 g/cm³ variiert. Der Belastungsdruck der durch die auf der Kohle auflagernden Decklagen, meist bestehend aus klastischen Sedimenten der letzten Kaltzeiten, reicht aber nicht aus, um zu einer plastischen Verformung der festen Kohlebänke zu führen, ebenso nicht der hohe Wassergehalt von teils 50 bis 60 %, der unter anderem sowohl für das Geiseltal als auch für den Tagebau Profen gegeben ist.
Während der Kaltzeiten des Pleistozäns (vor 2,5 Millionen bis 11.000 Jahren) kam es zu mehrfachen Vorstößen von Inlandeis aus Richtung Nord nach Süden, während derer sich längerfristige glaziale und periglaziale Bedingungen auch im heutigen Mitteldeutschland einstellten. Im Periglazial (Eisvorland) bestanden Dauerfrostböden, die bis zu 400 m tief reichten, bei direkter Eisbedeckung noch immer mehrere Dekameter. Dabei bildete sich in den ursprünglich festen Kohleflözen nicht nur Poreneis, sondern auch Eisadern und -bänder bis hin zu Massiveiskörpern, was aufgrund der Durchlässigkeit der Braunkohle auch einen Abzug einer hohen Menge an Wasser aus der Umgebung mit sich brachte. Das Gefrieren des Wassers in der Kohle hatte ein Zerbrechen des ursprünglichen Korngefüges zur Folge. Dies führte zu einer umfassenden Überprägung der Kohle, so dass aus einem ehemals festen bis stückigen Kohleflöz ein eher kleinkörniges Substrat aus durchschnittlich nur etwa 1 mm großen Partikeln entstand. Die Herabsetzung der Kohle von einer Stückigkeit zu einer Körnigkeit übertraf dabei im Verhältnis zueinander teilweise den Faktor 10. Im nachfolgenden Auftauprozess zum Ende der Kaltzeit und im Zusammenhang mit dem Rückzug der Gletscher nach Norden kam es auch zur Auflösung der Permafrostgebiete. Hierbei entstand eine hohe Wassersättigung der Kohle im Auftauboden (Mollisol) – hervorgerufen durch das Schmelzen des Eises in der Kohle und durch Grundwasser aus dem Abschmelzen der Gletscher –, die diese aufgrund des vorangegangenen Zerbrechens (Zerfrierens) des Korngefüges in einen flüssigen (mulmigen) Zustand versetzte, was die vollständigen Zerstörung des Gefüges der Kohle durch Verlust des inneren Reibungswinkel und der Scherfestigkeit herbeiführte.
Die gravierenden Veränderungen innerhalb der oberflächennahen Braunkohle während und im Ausgang der Kaltzeiten unter Einfluss des Dauerfrostes und anschließend des flüssigen Wassers führten zu einer stufenweisen Aktivierung des Mollisoldiapirismus. Anfänglich bildeten sich kleine Kohleaufwölbungen, die während des Glazials durch die Eisbildung in den Flözen und der damit verbundenen Ausdehnung des Volumens entstanden. Diese glichen möglicherweise den Palsas aus Moor- und Torflandschaften heutiger dauergefrorener Gebiete. Der eigentliche Mollisoldiapirismus setzte erst mit dem Auftauprozess und dem Zerfall des Permafrostes ein. Durch die nun deutlich höhere Dichte der auflagernden Sedimente sackten diese im Auftauboden (Mollisol) nach unten ab und verdrängten die leichtere und auf Grund der Wassersättigung nun breiige Kohle, die seitlich abfließen musste. Der leichtere Kohlebrei stieg dann in Schwächezonen auf und bildete diapir- bis domartige Kohleaufwölbungen, die in manchen Fällen auch Hangendschichten durchstießen oder durch spätere erosive Prozesse teilweise oberflächlich frei gelegt wurden. Weiterhin bewirkte das Einsacken der schwereren Decksedimente die Bildung von manchmal sehr ausgedehnten Randsenken, die seitlich von den Kohlediapiren begrenzt sind. Abgeschlossen war der Kohleaufstieg mit dem Ende der Setzungsbewegung der aufliegenden Sedimente (Isostatischer Ausgleich) oder mit dem Versiegen des Kohlenachschubs im Untergrund. Da der Mollisoldiapirismus in einem größeren Teil des oberflächennahen Kohleflözes stattfand, bildeten sich dadurch in diversen Regionen, etwa dem Geiseltal, seitlich gestaffelte Aufwölbungen und führten so zur Entstehung charakteristischer Kohlerippeln mit dazwischen liegenden Senken. In einigen Aufschlüssen, etwa in Profen, wurde allerdings beobachtet, dass einzelne Kohlediapire während mehrerer aufeinanderfolgender Kaltphasen aktiviert worden waren. Insgesamt ähnelt dieser autoplastisch-gravitativ hervorgerufene Prozess den Salzbewegungen im Untergrund (Halokinese). Er weicht aber im Entstehungsprozess deutlich von ähnlichen, jedoch durch Eisauflast und Eisvorschub entstandenen, diapirartigen Kohleverformungen im Untergrund ab, wie sie aus dem nördlicher angrenzenden Raum, etwa dem Muskauer Faltenbogen, bekannt geworden sind.

## Bedeutung
Die durch den Einfluss der Eiszeiten diagentisch veränderte Kohle hat keine wirtschaftliche Bedeutung, da das pulverige Substrat sich nicht zur Brikettierung eignet. Aufgrund ihrer Beschaffenheit wird sie von Bergleuten deshalb auch „Kaffeesatzkohle“ genannt. Die durch den Mollisoldiapirismus entstandenen Randsenken haben aber eine hohe wissenschaftliche Bedeutung. In diesen lagerten sich während der zwischen den Kaltzeiten auftretenden Warmzeiten Sedimente ab. Da diese Sedimentfallen während der nachfolgenden Kaltzeiten nicht vollständig erodierten, haben sich häufig fossile Reste der Pflanzen- und Tierwelt des Pleistozäns erhalten. Diese Beckenstrukturen stellen somit wichtige geologische und paläontologische Informationsspeicher dar.